# Theodor Schroeder (Politiker, 1872)
Theodor Franz Schroeder (* 11. Januar 1872 in Ober-Erlenbach; † 2. März 1942 in Friedberg) war ein deutscher Politiker (Zentrumspartei Hessen) und ehemaliger Abgeordneter des Landtags des Volksstaates Hessen in der Weimarer Republik.

## Leben
Schroeder war der Sohn des Schuhmachermeisters Valentin Schroeder und dessen Frau Maria Anna Antonie geborene Feucht. Er war mit Antonie geborene Hecher verheiratet. Er studierte Rechtswissenschaften an der Universität Gießen und arbeitete nach dem Abschluss des Studiums als Rechtsanwalt in Friedberg. 
Schroeder, der katholischer Konfession war, gehörte für das Zentrum dem hessischen Landtag 1919 bis 1921 in dessen erster Wahlperiode an.